# Александар Манагадзе
Александар Теопанович Манагадзе (рус. Алксендар Теопанови́ч Манагдзе; Грузија, 23. октобар 1919) мајор совјетске Црвене армије и народни херој Југославије.

## Биографија
Рођен је 1919. године у Грузији. Непосредно пред рат, Александар је завршио школу ратних авијатицара и постао пилот средњег бомбардера.
Александар Манагадзе је, са својим друговима из посаде - навигатором Иваном Булкиним и стрелцем радио-телеграфистом Петром Болтарчуком, летео, због бомбардовања непријатељских трупа и технике, у дубоку непријатељску позадину и на совјетску територију, коју су Немци окупирали, и у саму Немачку.
Од 1944. године, гардијски авијатичарски пук, у коме је као командир чете, служио гардијски старији лајтнант Александар Манагадзе, почео је да извршава задатке совјетске владе и команде Црвене армије - да допрема Народноослободилачкој војсци Југославије оружје и муницију, лекове и санитетски материјал, храну и одећу.
Александар Теопановиц и његова посада летели су у правцу тридесет пунктова на различитим подручјима Југославије, допремајући југословенским партизанима војну опрему и све задатке извршили су успешно.
После завршетка рата, Александар је демобилисан, у чину мајора, и дуго је радио у цивилној авијацији.

## Одликовања
За борбену активност у току Великог отаџбинског рата, Александар Манагадзе одликован је с три Ордена црвене заставе, Орденом отаџбинског рата другог реда, с два Ордена црвене звезде и многим медаљама.
Председништво Антифашистичког већа народног ослободења Југославије одликовало га је, 21. јуна 1945. године, Орденом народног хероја Југославије.